# Rebecca (film 1969)
Rebecca (La prima moglie) è un film per la televisione trasmesso il 26 agosto 1969 dalla Rai.
Diretto da Eros Macchi, è tratto dal romanzo di Daphne Du Maurier Rebecca, alla base anche dell'omonimo film di Alfred Hitchcock.

## Trama
Una giovane dama di compagnia in vacanza a Montecarlo; Maxim de Winter, un affascinante vedovo che le propone di sposarlo; Manderley, un inquietante castello della Cornovaglia che sembra vivere nel ricordo di Rebecca, defunta moglie del giovane sposo, la cui inquietante presenza incombe sulla nuova coppia ogni giorno di più. Ma il racconto è soprattutto la storia di una giovane donna consumata dall'amore e alla disperata ricerca della sua identità.